# Piper Perabo
Piper Lisa Perabo (Dallas, 31 ottobre 1976) è un'attrice statunitense.

## Biografia
Nata in Texas, Piper Perabo è figlia di George William Perabo, un docente statunitense di lontane origini italiane e tedesche che insegnava letteratura presso l'Ocean County College, e di Mary Charlotte Ulland, una fisioterapista statunitense di origini norvegesi. Chiamata Piper in onore dell'attrice Piper Laurie, studia presso la Toms River High School North, e successivamente si laurea presso l'Ohio University. Dopo la laurea si trasferisce a New York, dove inizia a lavorare in teatro. Dopo alcuni film minori, ottiene il primo ingaggio di una certa importanza nella pellicola Le avventure di Rocky e Bullwinkle, interpretata da Robert De Niro.
Nel 2000 interpreta il ruolo che l'ha resa più celebre, quello di Violet ne Le ragazze del Coyote Ugly, seguito l'anno successivo dal film L'altra metà dell'amore, pellicola a tematica lesbica che affronterà nuovamente, ma questa volta con toni non più cupi e drammatici, anche in Imagine Me & You. Negli anni successivi prende parte a pellicole come Una scatenata dozzina e al sequel Il ritorno della scatenata dozzina, con Steve Martin, Edison City, The Prestige di Christopher Nolan e Perché te lo dice mamma, con Diane Keaton.
Nel 2009 è protagonista nella commedia teatrale di Neil LaBute Reasons To Be Pretty a Broadway. Dal 2010 al 2015 è invece protagonista delle serie televisiva Covert Affairs, nel ruolo dell'agente della CIA Annie Walker. Nel frattempo, nel 2012 ottiene una piccola parte nel film Looper, al fianco di Bruce Willis e Joseph Gordon-Levitt. Nel 2016 è la protagonista, insieme a Daniel Sunjata, della serie televisiva Notorious, mandata in onda per la prima volta dall'ABC il 22 settembre. Nella serie la Perabo recita i panni di una giornalista furba e intraprendente che in collaborazione con il suo amico avvocato, piega le regole del gioco per arrivare prima di tutti gli altri sullo scoop più succulento.

## Vita privata
Si è sposata a New York il 26 luglio 2014 con il direttore, regista e produttore neozelandese Stephen Kay. Perabo è la matrigna della figlia di Kay. 
Perabo è una cara amica dell'attrice Lena Headey da quando hanno recitato insieme nei film del 2005 Il nascondiglio del diavolo - The Cave e Imagine Me & You. Parla fluentemente francese, sostiene i diritti LGBT e la leadership politica delle donne e fa parte del comitato consultivo di VoteRunLead. È comproprietaria di Employees Only, un bar a tema proibizionismo nel West Village, aperto nel 2005, e di Jack's Wife Freda, un ristorante di SoHo aperto nel 2012.

## Filmografia

### Cinema
- Whiteboyz, regia di Marc Levin (1999)
- Le avventure di Rocky e Bullwinkle (The Adventures of Rocky & Bullwinkle), regia di Des McAnuff (2000)
- Le ragazze del Coyote Ugly (Coyote Ugly), regia di David McNally (2000)
- Followers, regia di Jonathan M. Flicker (2000)
- L'altra metà dell'amore (Lost and Delirious), regia di Léa Pool (2001)
- Slap Her... She's French, regia di Melanie Mayron (2002)
- Flowers, regia di Kirven Blount (2002)
- Una scatenata dozzina (Cheaper by the Dozen), regia di Shawn Levy (2003)
- Perfect Opposites, regia di Matt Cooper (2004)
- The I inside, regia di Roland Suso Richter (2004)
- George and the Dragon, regia di Tom Reeve (2004)
- Perception, regia di Irving Schwartz (2005)
- Edison City (Edison), regia di David J. Burke (2005)
- Il nascondiglio del diavolo - The Cave (The Cave), regia di Bruce Hunt (2005)
- Imagine Me & You, regia di Ol Parker (2005)
- Il ritorno della scatenata dozzina (Cheaper by the Dozen 2), regia di Adam Shankman (2005)
- 10th & Wolf, regia di Robert Moresco (2006)
- Presagio finale - First Snow (First Snow), regia di Mark Fergus (2006)
- The Prestige, regia di Christopher Nolan (2006)
- Perché te lo dice mamma (Because I Said So), regia di Michael Lehmann (2007)
- Beverly Hills Chihuahua, regia di Raja Gosnell (2008)
- Lazarus Project - Un piano misterioso (The Lazarus Project), regia di John Patrick Glenn (2008)
- Sordid Things, regia di Andrew Bloomenthal (2009)
- Carriers - Contagio letale (Carriers), regia di Àlex Pastor, David Pastor (2009)
- Ashes, regia di Ajay Naidu (2010)
- Looper, regia di Rian Johnson (2012)
- Il labirinto del Grizzly (Into the Grizzly Maze), regia di David Hackl (2015)
- Black Butterfly, regia di Brian Goodman (2017)
- Tough Love, regia di Sebastian Mlynarski (2018) - cortometraggio
- The Investigation: A Search for the Truth in Ten Acts, regia di Scott Ellis (2019)
- Attacco al potere 3 - Angel Has Fallen (Angel Has Fallen), regia di Ric Roman Waugh (2019)
- Spontaneous, regia di Brian Duffield (2020)

### Televisione
- Dr. House - Medical Division (House, M.D.) - serie TV, episodio 3x22 (2007)
- Law & Order: Criminal Intent – serie TV, episodio 8x07 (2009)
- Covert Affairs – serie TV, 75 episodi (2010-2014)
- Go On – serie TV, 4 episodi (2013)
- Notorious – serie TV, 10 episodi (2016)
- Turn Up Charlie – serie TV, 8 episodi (2019)
- Penny Dreadful: City of Angels – serie TV, 6 episodi (2020)
- Yellowstone – serie TV, 12 episodi (2021-2024)
- The Big Leap - Un'altra opportunità (The Big Leap) – serie TV, 11 episodi (2021-2022)
- Billions - serie TV, 10 episodi (2022-2023)
- Butterfly – serie TV, 6 episodi (2025)

## Doppiatrici italiane
Nelle versioni in lingua italiana dei suoi lavori, Piper Perabo è stata doppiata da:
- Barbara De Bortoli in Una scatenata dozzina, Il ritorno della scatenata dozzina, Presagio finale - First Snow, Notorious, Black Butterfly, Yellowstone, The Big Leap - Un'altra opportunità
- Laura Latini in Le ragazze del Coyote Ugly, Perfect Opposites, Imagine Me & You, Dr. House - Medical Division
- Rossella Acerbo in Il nascondiglio del diavolo - The Cave, The Prestige, Perché te lo dice mamma, Grey's Anatomy
- Chiara Gioncardi in Looper, Turn Up Charlie, Spontaneous
- Georgia Lepore in Le avventure di Rocky e Bullwinkle
- Stella Musy in L'altra metà dell'amore
- Gemma Donati in George and the Dragon
- Sonia Mazza in The I Inside
- Emanuela D'Amico in Edison City
- Myriam Catania in Beverly Hills Chihuahua
- Tenerezza Fattore in Lazarus Project - Un piano misterioso
- Chiara Colizzi in Attacco al potere 3 - Angel Has Fallen
- Tiziana Martello in Law & Order: Criminal Intent
- Federica De Bortoli in Covert Affairs
- Roberta Pellini in Penny Dreadful: City of Angels
- Domitilla D'Amico in Billions